# Metronom (stripreeks)
Metronom is een  sciencefictionstripreeks van schrijver Corbeyran en tekenaar Grun. De reeks bestaat uit vijf delen die verschenen bij uitgeverij Daedalus. Van deze reeks zijn alleen exemplaren met harde kaften (hardcovers) op de markt verschenen.

## Verhaal
De stripreeks speelt zich af in de nabije toekomst waarin een totalitaire dictatuur heerst. Onder het mom van democratie beslist de meerderheid dagelijks via een electronische stemming over diverse onderwerpen die de staat aan de bevolking voorlegt, maar de servers die de stemmen van de burgers bijhouden bestaan niet. Het is een systeem waarbij de staat bijna volledige controle heeft op het dagelijks leven van mensen, zowel in politiek, cultureel, filosofisch, godsdienstig als in sociaal en economisch opzicht. De hoofdpersonen zijn Lynn, Floreal en Radcliff. Lynn is op zoek naar antwoorden over de verdwijning van haar man Doug. Zij krijgt daarbij hulp van de journalist Floreal Linman. Radcliff, een politiecommissaris, speelt een dubbelrol. Zijn belangrijkste taak is het opsporen van de schrijver van het illegaal gepubliceerde boekje Metronoom, een kinderverhaal waarin latente kritiek zit op de machtshebbers.  Het gaat over een koning die de tijd kan stilzetten zodat hij eeuwig kan regeren. Radcliff belichaamt de representaitieve macht van de staat en hindert Lynn en Floreal sterk in hun zoektocht naar waarheid en gerechtigheid.

## Albums
| Nummer | Titel              | Jaar |
| ------ | ------------------ | ---- |
| 1      | Zero toleratie     | 2010 |
| 2      | Ruitmestation      | 2011 |
| 3      | Operatie zelfmoord | 2015 |
| 4      | Psychisch virus    | 2017 |
| 5      | Hebas mentem       | 2021 |